# Scutellina
Sous-ordre
Les Scutellina sont un sous-ordre d'oursins plats (clypéastéroïdes, les « dollars des sables » ou « sand dollars »).

## Caractéristiques

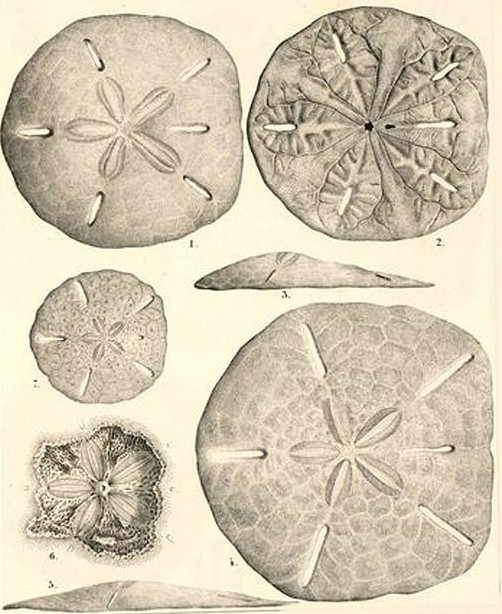
Leodia sexiesperforata par Louis Agassiz (1841).

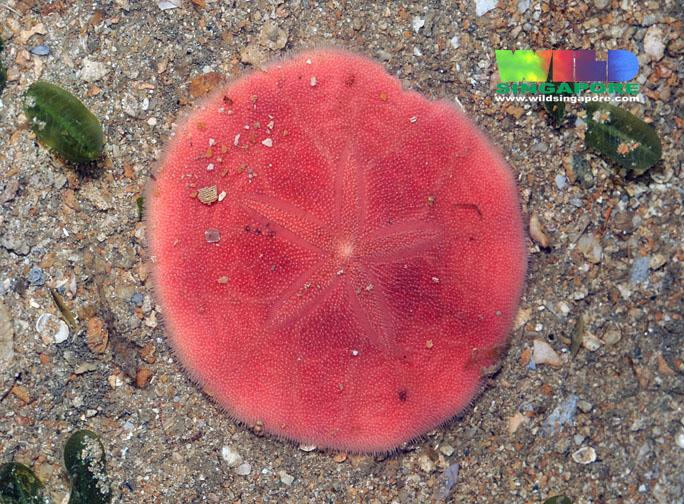
Peronella lesueuri à Singapour.

Les Scutellina sont des oursins irréguliers de forme aplatie et discoïde à bords arrondis. Leur corps peut présenter des indentations et/ou des perforations appelées lunules. Les radioles (piquants) sont très réduites (en tapis de fins poils) pour permettre une meilleure progression dans le sable. La bouche occupe une position centrale, et la lanterne d'Aristote (appareil masticateur) est modifiée en « moulin à sable » plat. L'anus quant à lui a migré vers un bord du Test, pour former un « arrière » : ces oursins ont donc un axe antéro-postérieur et une symétrie axiale bilatérienne (ce qui n'est pas le cas des oursins réguliers, à symétrie radiale). Le système apical est composé d'une grande plaque centrale et de cinq minuscules petites plaques terminales, avec quatre gonopores. La face aborale est ornée d'une « fleur » à cinq pétales (non fermés distalement), qui sont en fait les ambulacres. L'intérieur du corps est cloisonné en dix loges.
Ce taxon est divisé en deux groupes, les Scutelliformes et les Laganiformes : ils se distinguent par la structure de leur mâchoire, et leurs plaques interambulacraires apicales. 

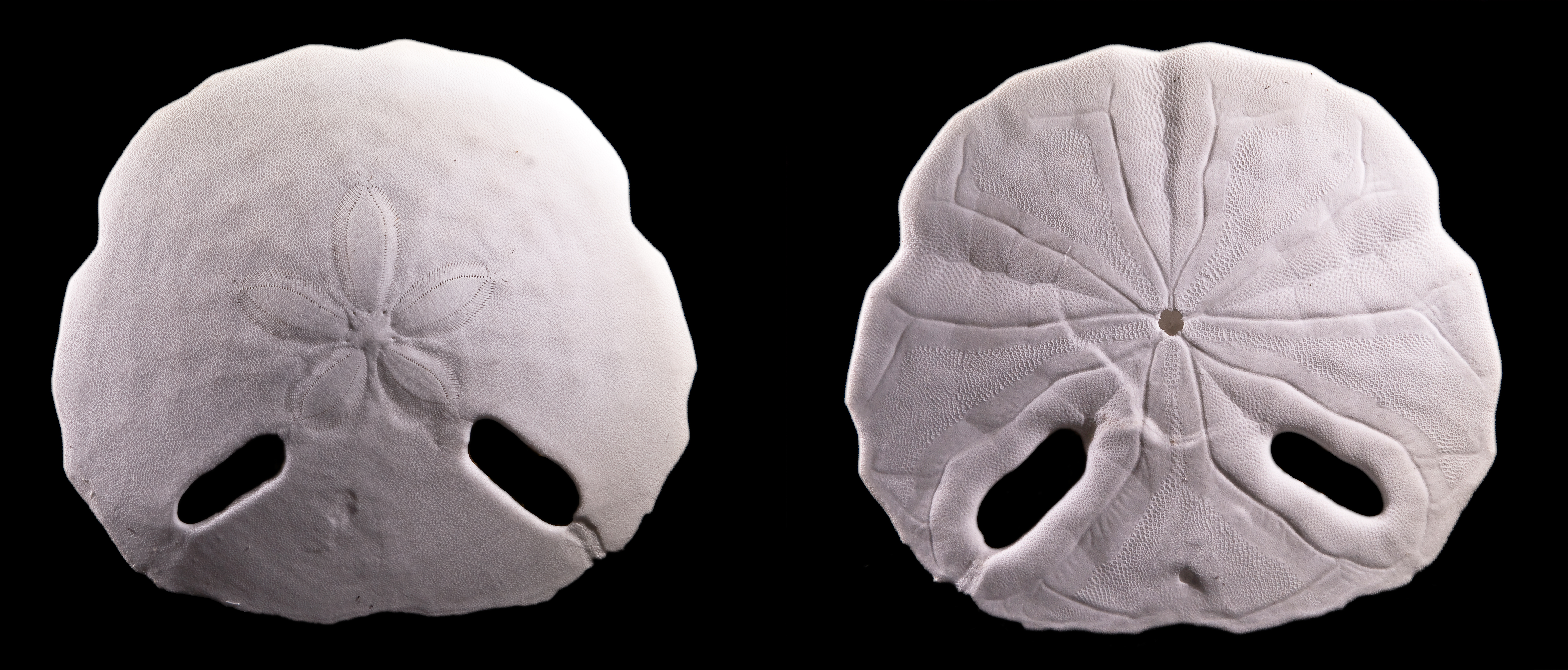
Test dEchinodiscus tenuissimus, percé de deux lunules.

### Formes fossiles
Ces oursins sont apparus au milieu de l'Éocène, et ont été extrêmement abondants au Crétacé[réf. nécessaire] et au Paléocène[réf. nécessaire], principalement dans l'actuelle Méditerranée (de l'Afrique du nord à l'Europe). Comme ces oursins vivent enterrés dans le sédiment, à leur mort leur test y demeure souvent intact, ce qui permet une excellente préservation lors du processus de fossilisation. Plusieurs espèces de ce clade sont ainsi des fossiles fréquents dans certains grès du sud de la Méditerranée.

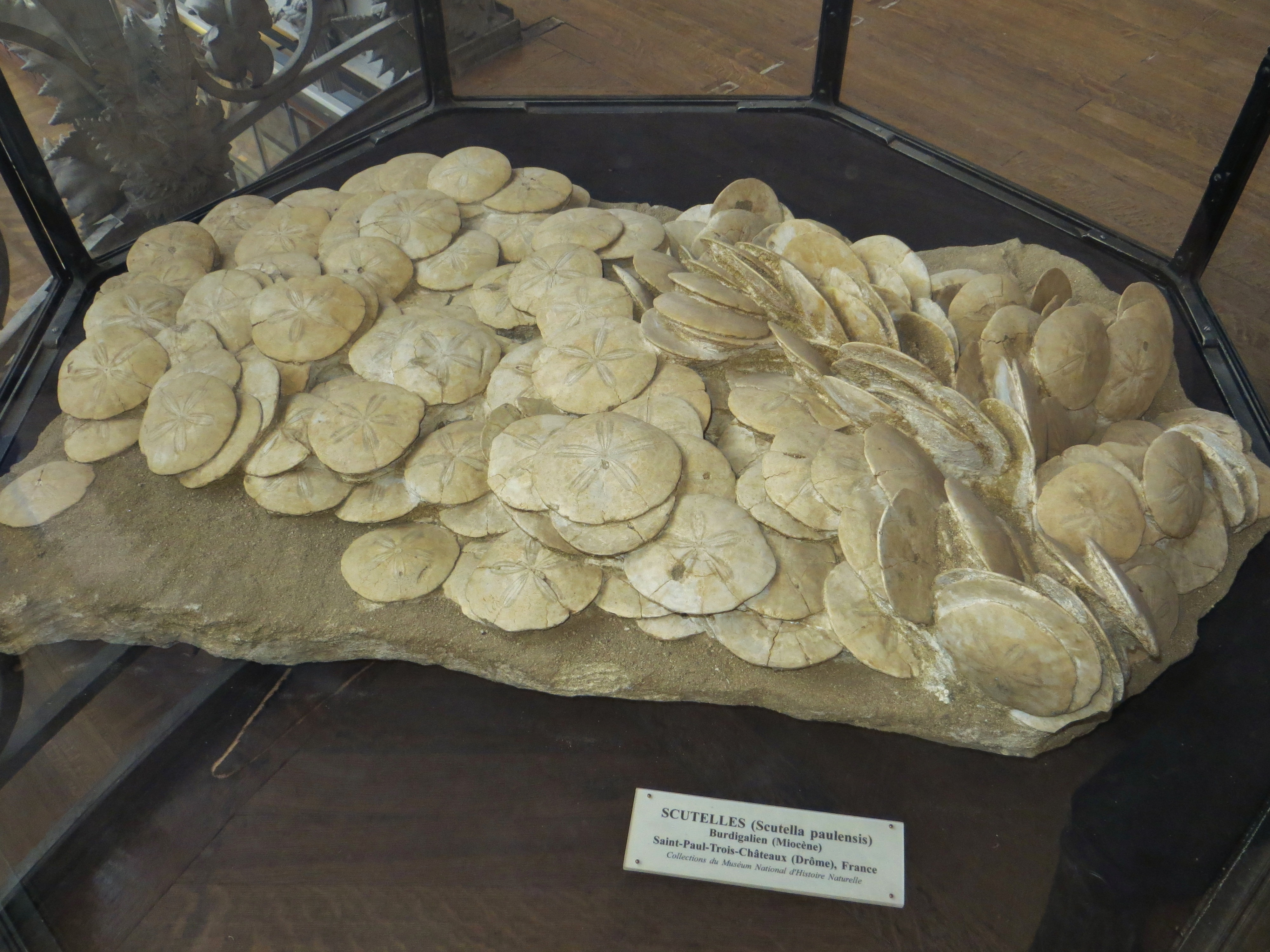
Accumulation naturelle de fossiles de Scutella paulensis (Miocène, MNHN).

## Liste des familles
| Selon World Register of Marine Species (28 octobre 2013) : - infra-ordre Laganiformes (Desor, 1847) - famille Echinocyamidae (Lambert & Thiéry, 1914) -- 2 genres actuels - famille Fibulariidae (Gray, 1855) -- 2 genres - famille Laganidae (Desor, 1858) -- 5 genres - infra-ordre Scutelliformes (Haeckel, 1896) - famille Echinarachniidae (Lambert in Lambert & Thiéry, 1914) -- 2 genres - famille Rotulidae (Gray, 1855) -- 2 genres - super-famille Scutellidea (Gray, 1825) - famille Astriclypeidae (Stefanini, 1912) -- 3 genres - famille Dendrasteridae (Lambert, 1900) -- 1 genre - famille Mellitidae (Stefanini, 1912) -- 4 genres - famille Scutellidae (Gray, 1825) -- 1 genre - famille Taiwanasteridae (Wang, 1984) -- 1 genre - famille Scutellinidae Pomel, 1888a † | Selon ITIS (28 octobre 2013) : - famille Astriclypeidae (Stefanini, 1912) - famille Dendrasteridae (Lambert, 1900) - famille Echinarachniidae (Lambert in Lambert & Thiéry, 1914) - famille Mellitidae (Stefanini, 1912) |

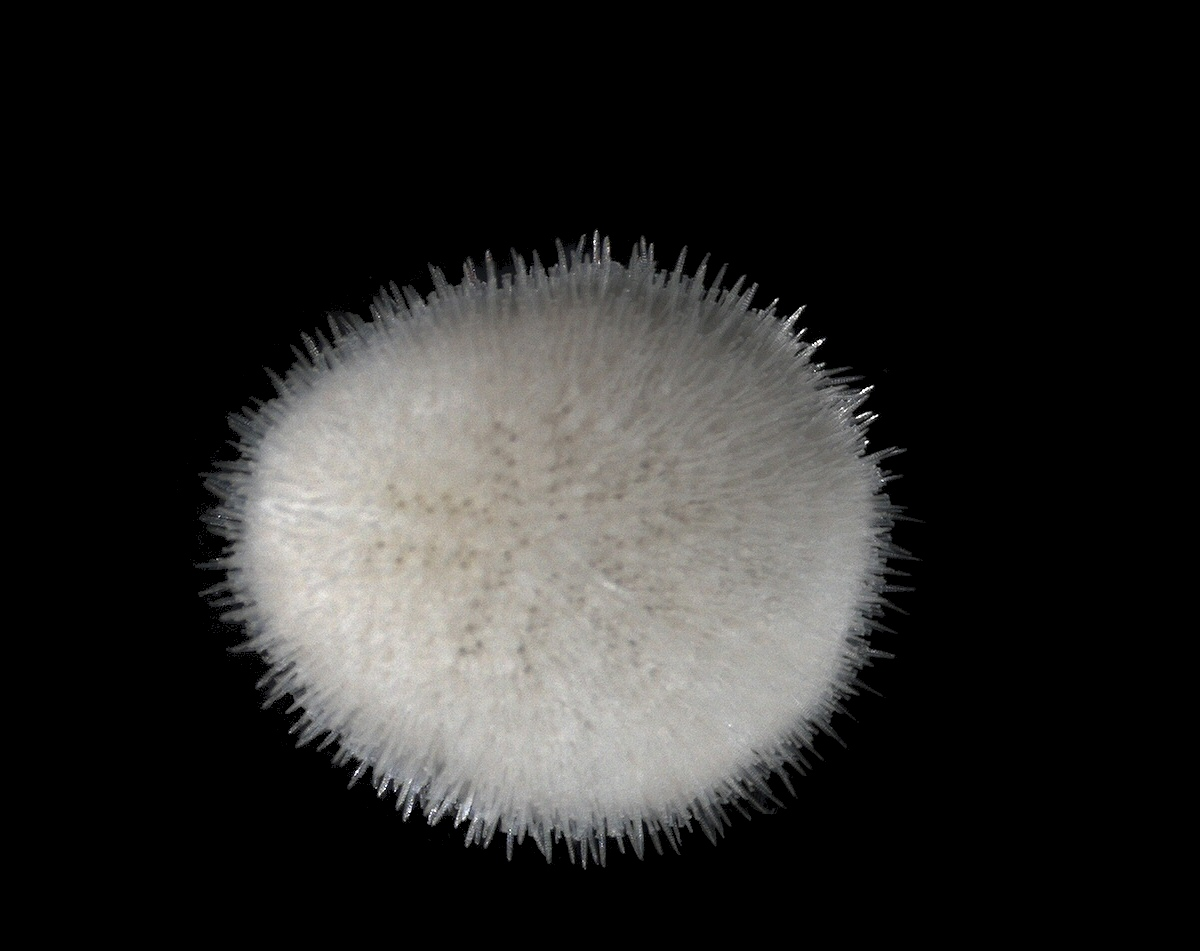
Echinocyamus pusillus (Echinocyamidae)
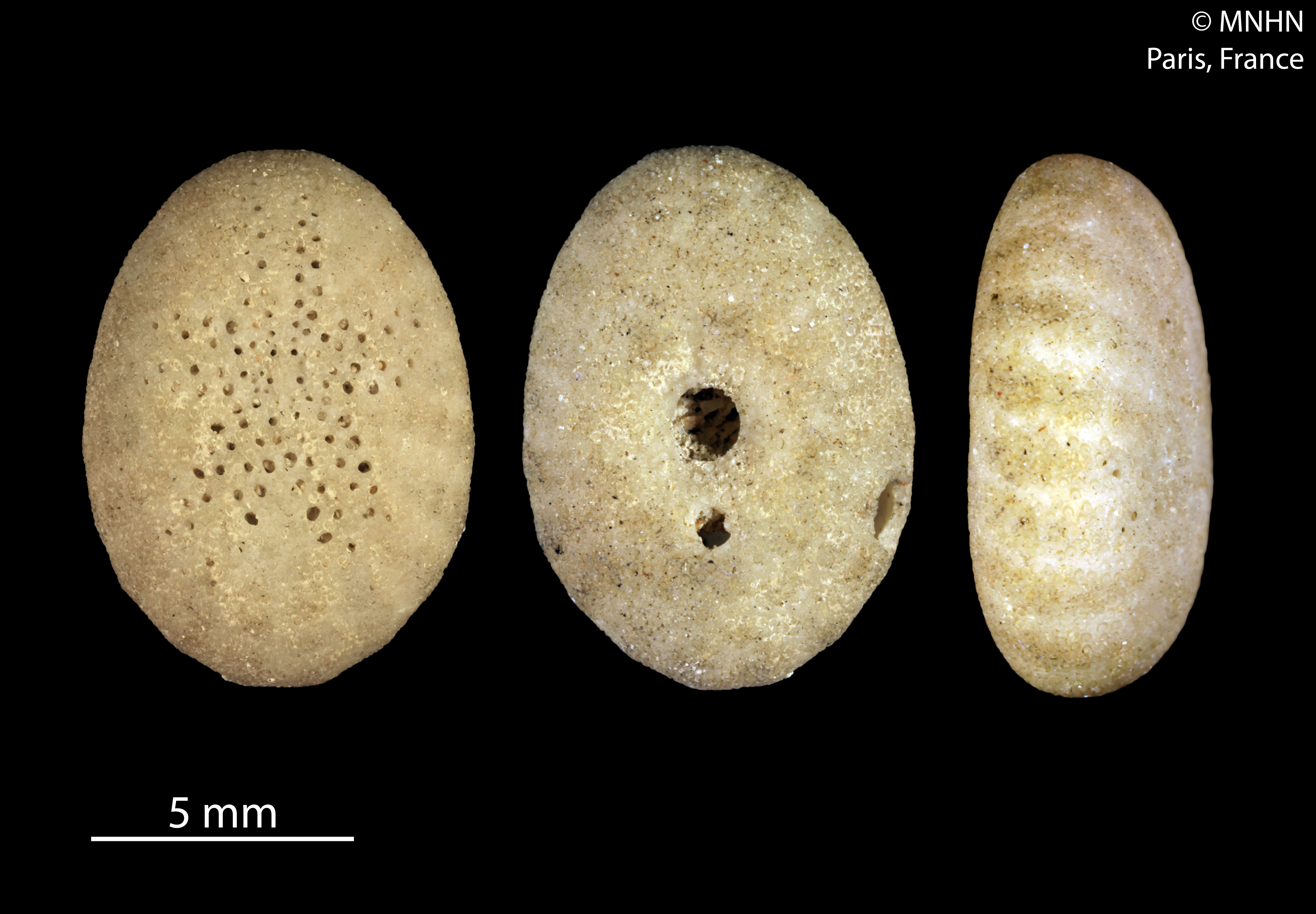
Fibularia volva (Fibulariidae)
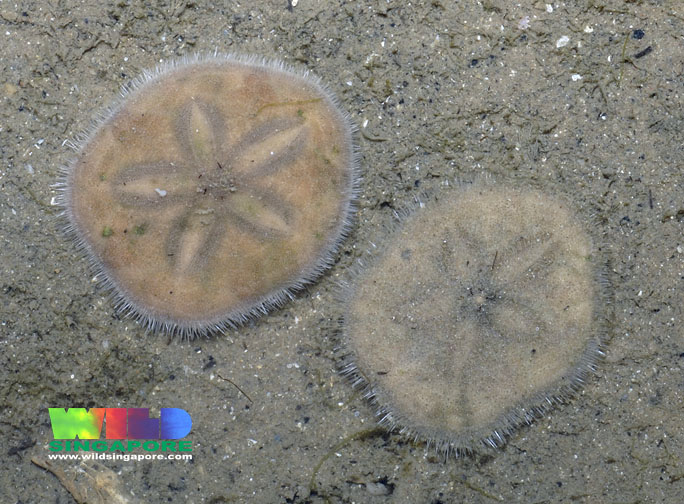
Jacksonaster depressum (Laganidae)
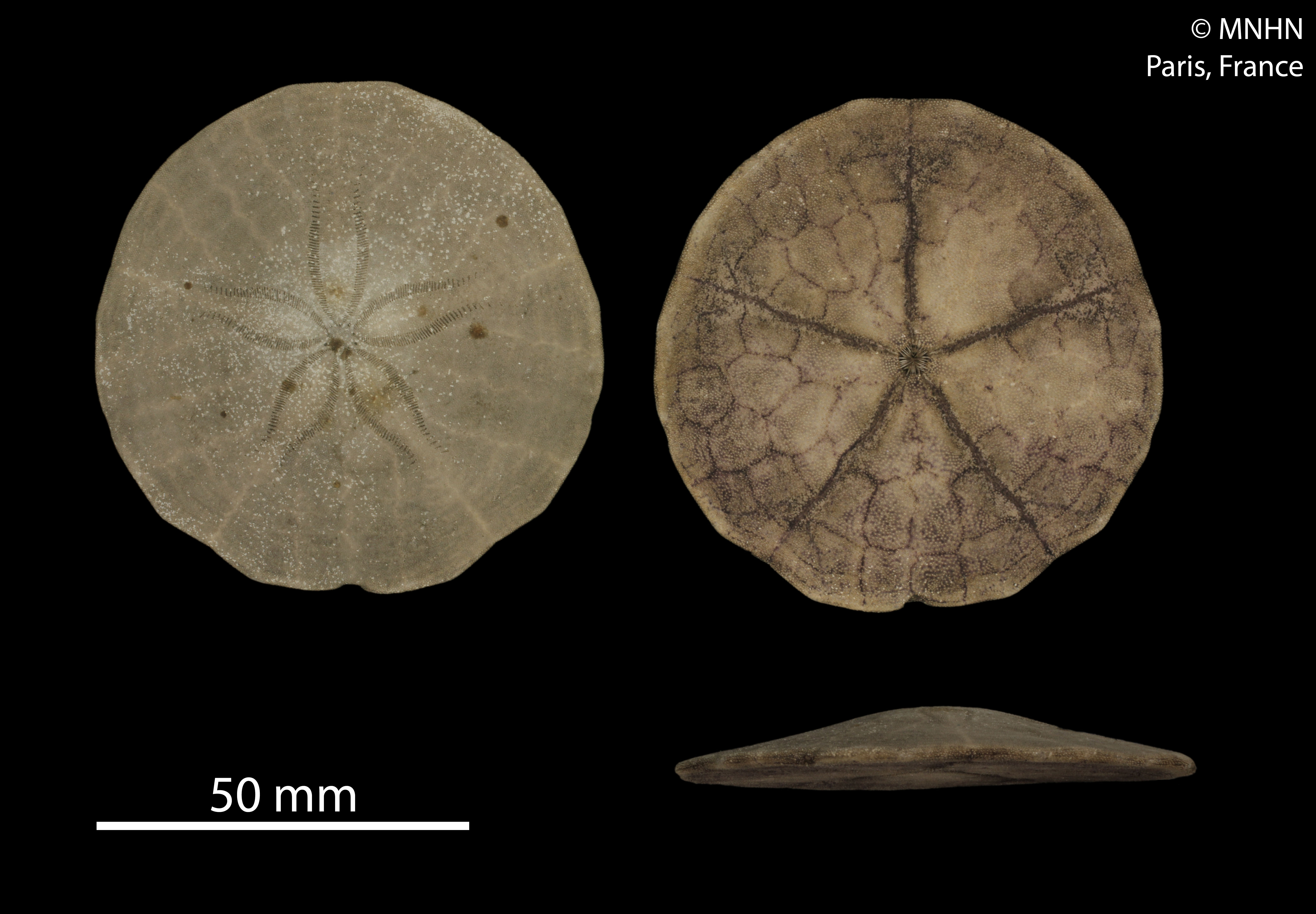
Echinarachnius parma (Echinarachniidae)
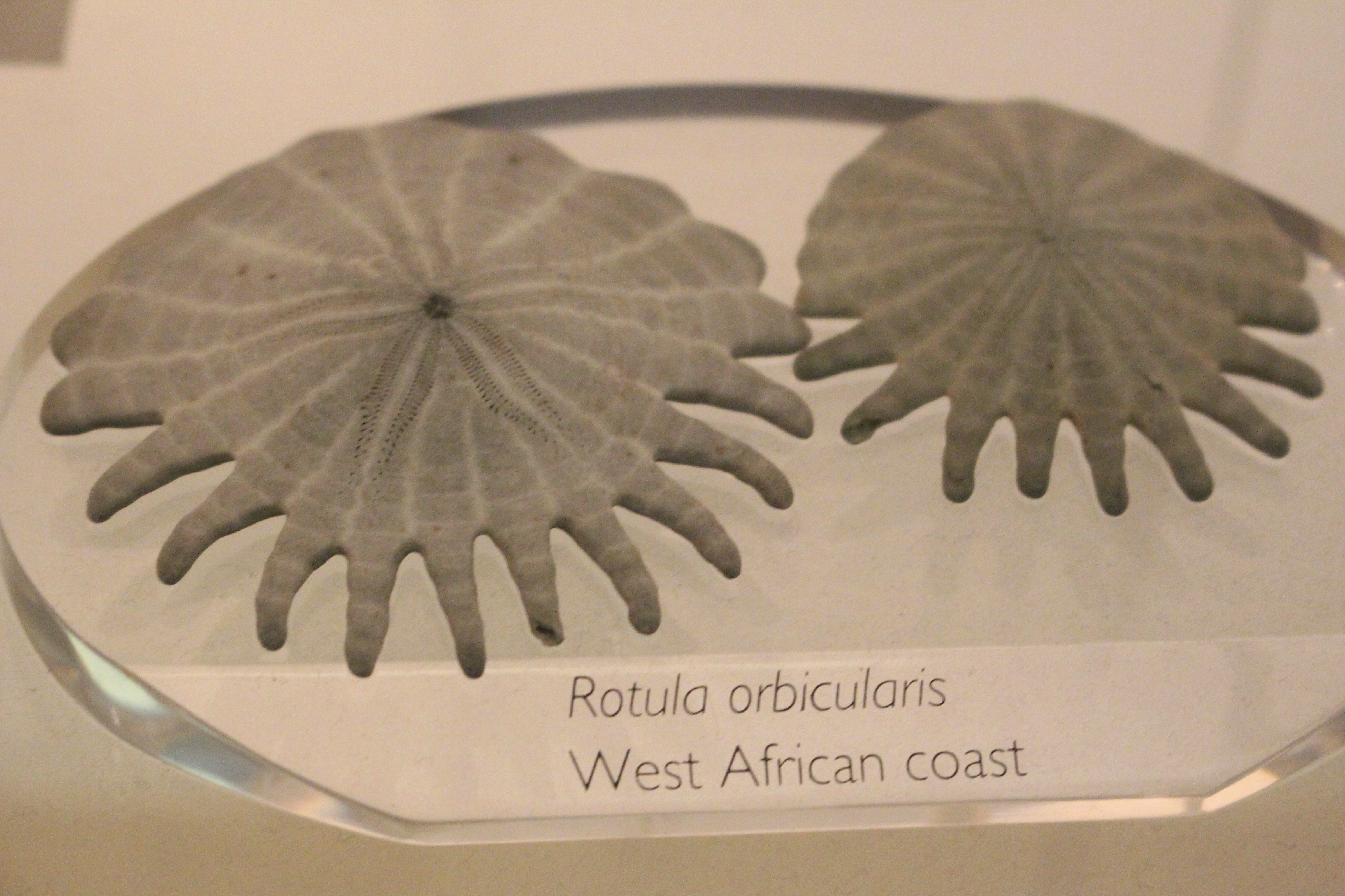
Tests d'Heliophora orbiculus (Rotulidae)
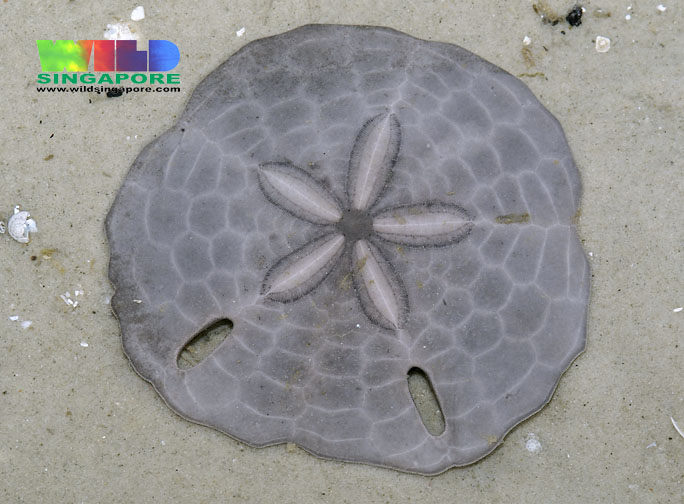
Test d'Echinodiscus tenuissimus (Astriclypeidae)
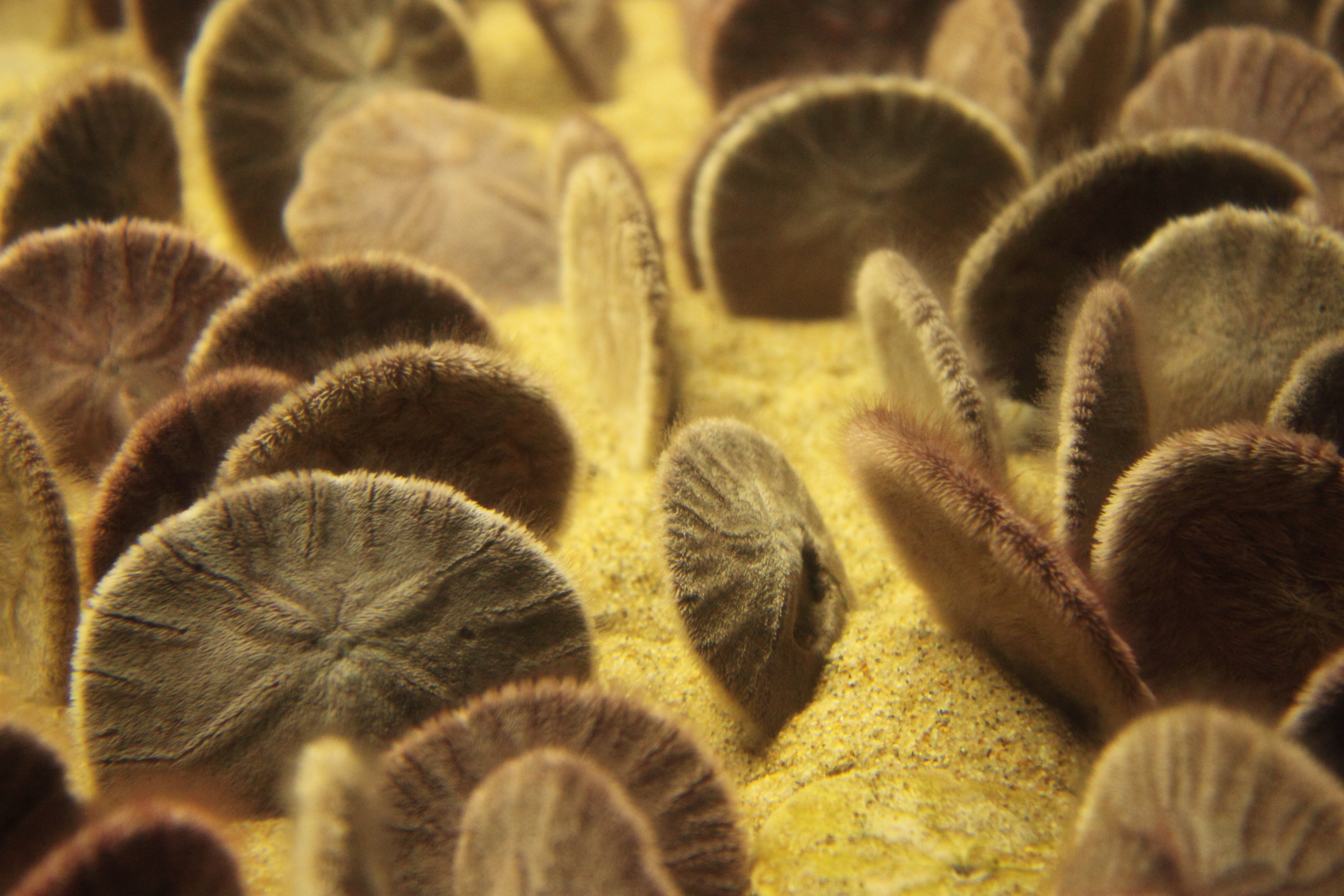
Dendraster excentricus (Dendrasteridae)
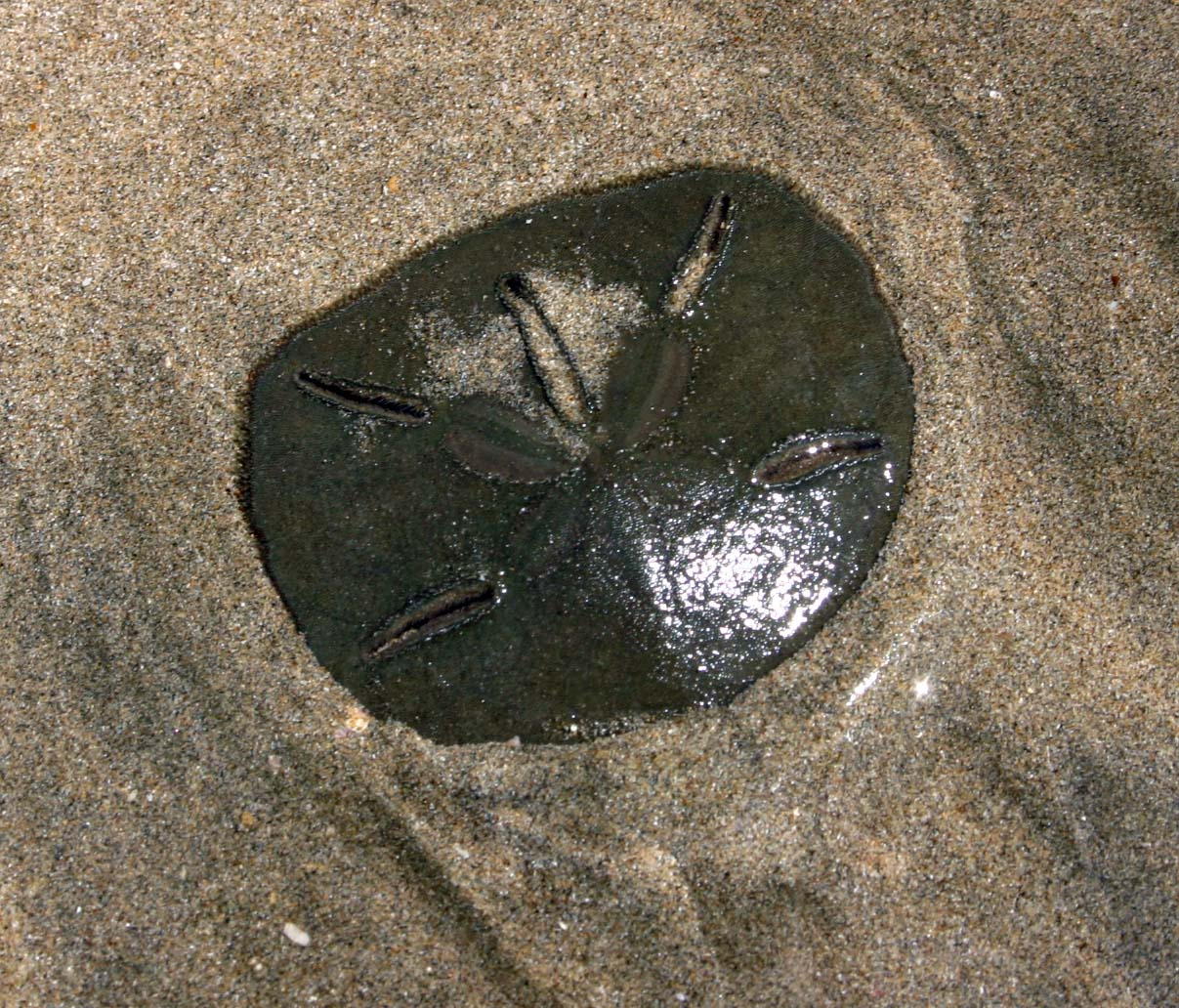
Test de Lanthonia longifissa (Mellitidae).
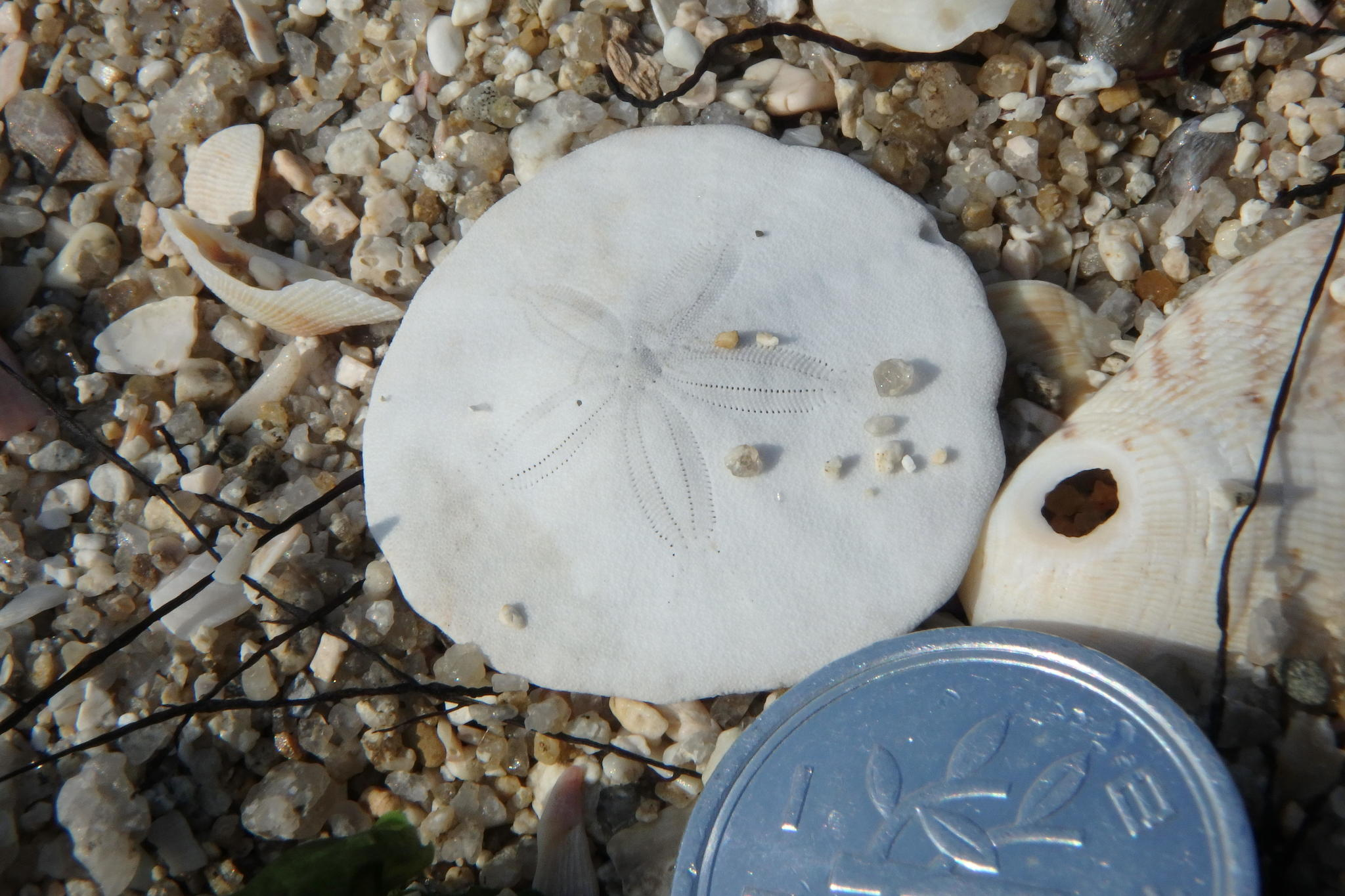
Scaphechinus mirabilis (Scutellidae)
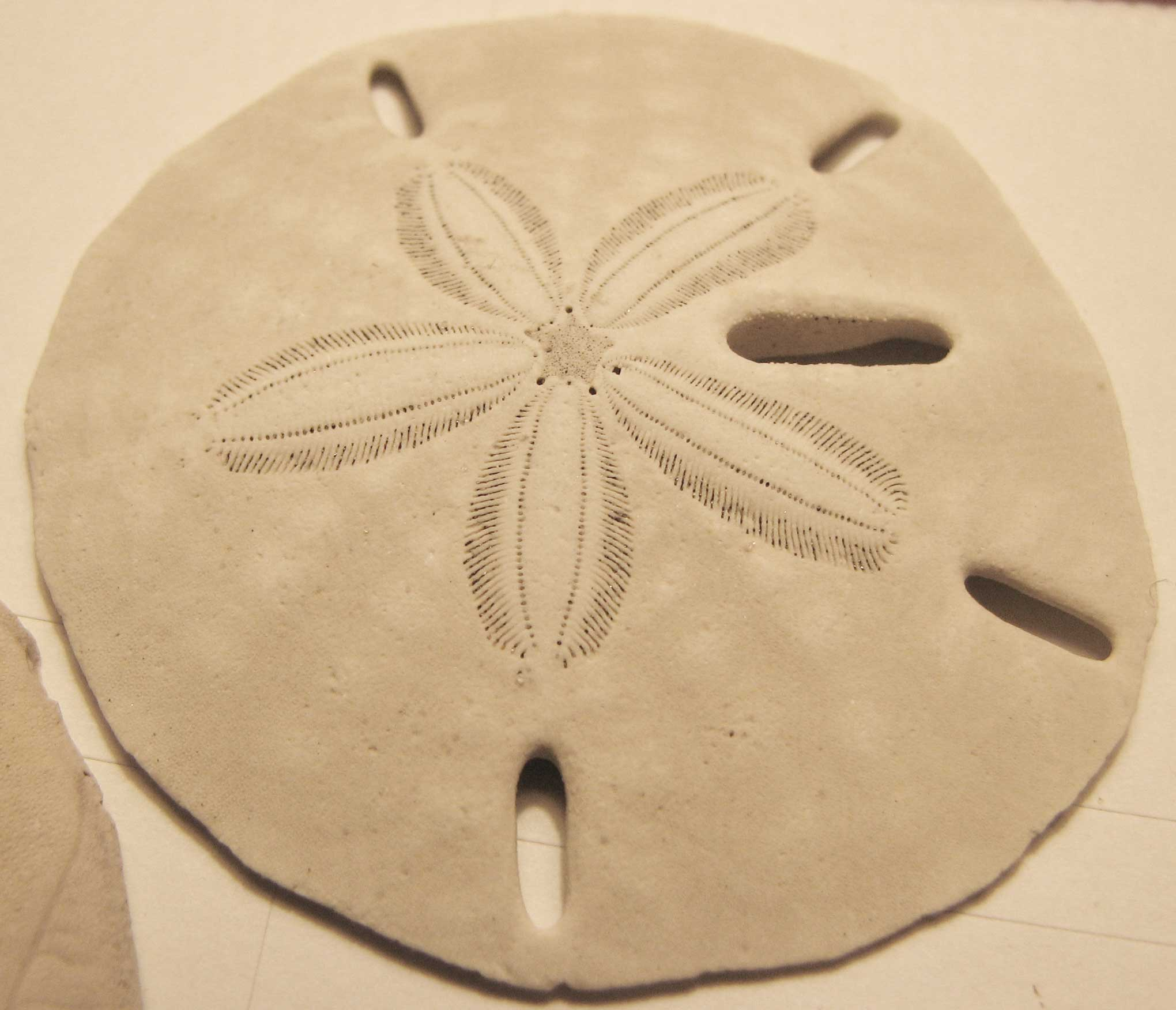
Test de Mellita quinquiesperforata.
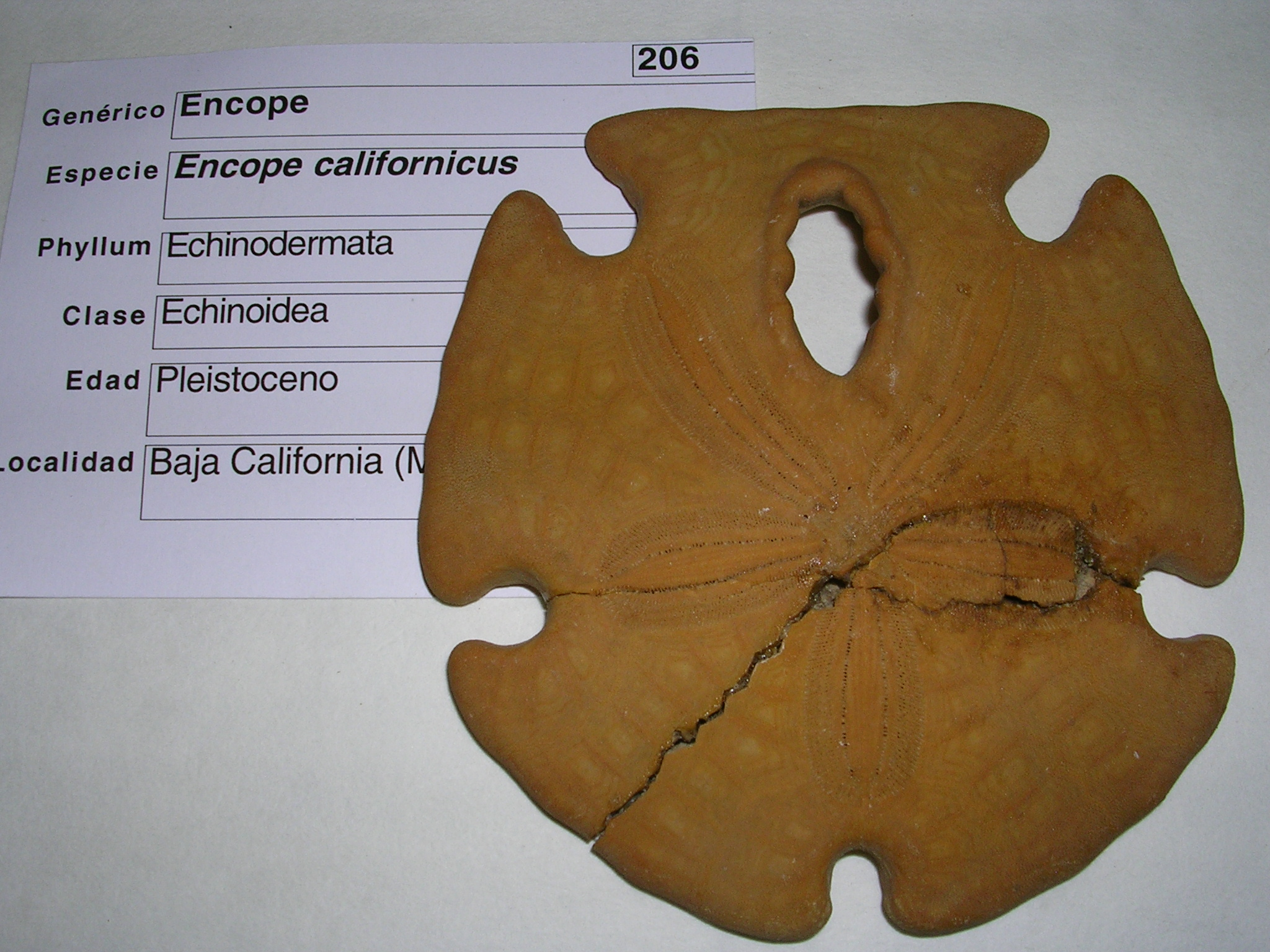
Fossile d’Encope californicus.
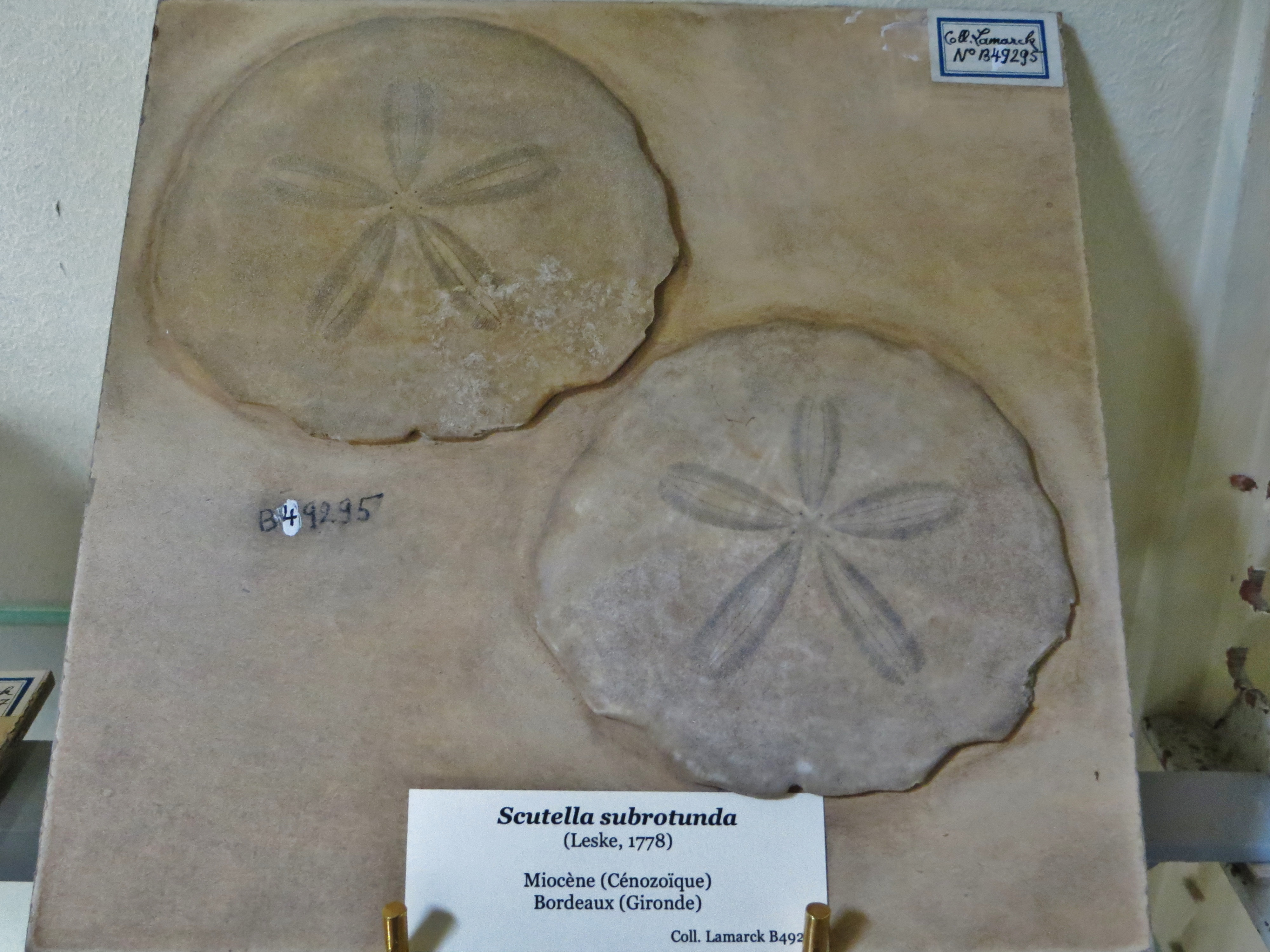
Fossiles de Scutella subrotunda (Miocène de Gironde, collection du MNHN).

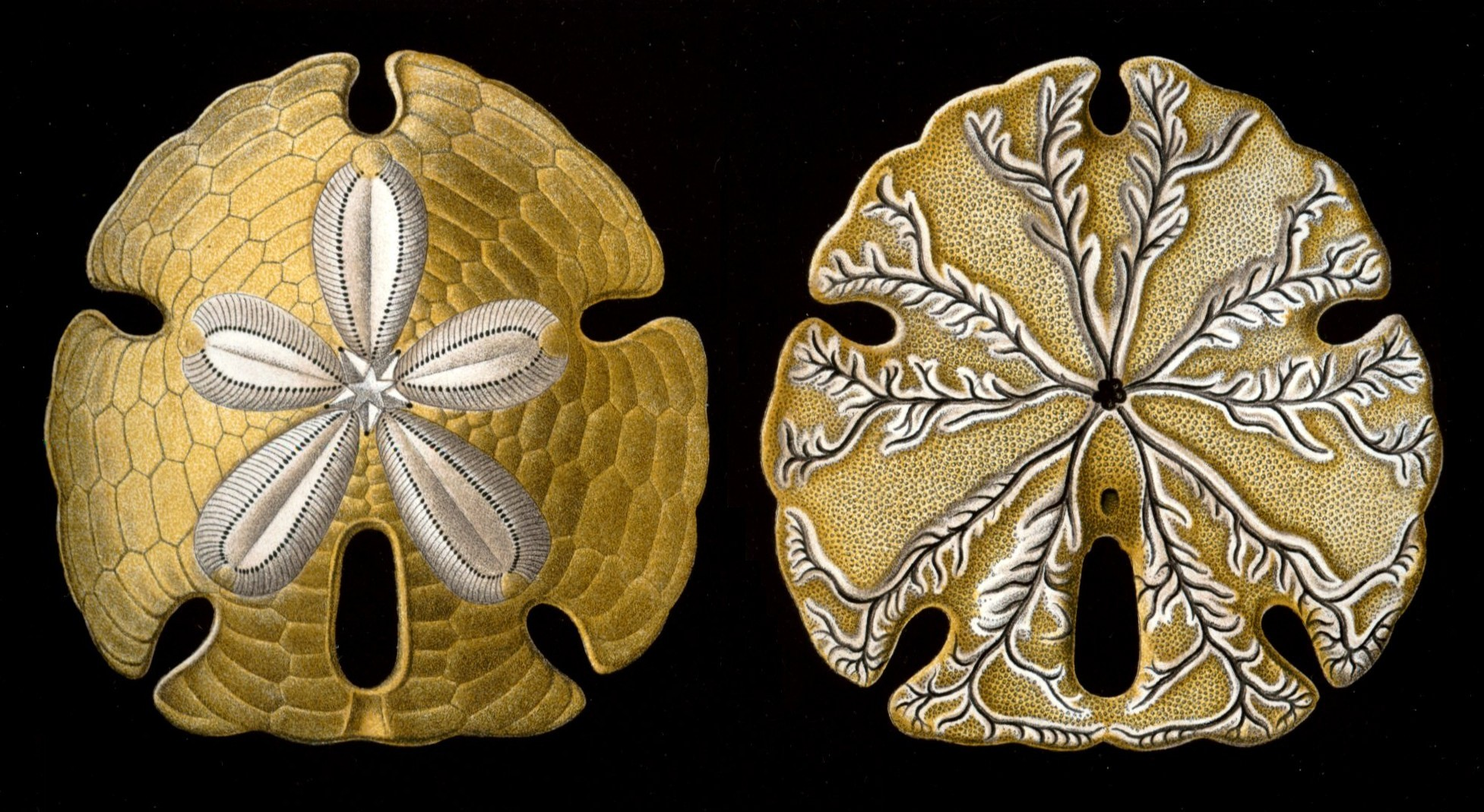
Encope emarginata dessinée par Ernst Haeckel dans les Formes artistiques de la nature (1904).